# Yetrigar
Yetrigar è una creatura, simile a un Sasquatch, che vive nell'Universo Marvel creata da Doug Moench e Herb Trimpe in Godzilla 10. Le sue dimensioni sono enormi, a causa di un'esposizione alle radiazioni. Il suo nome deriva dai leggendari uomini irsuti che alcuni credono vivano sulle montagne giapponesi.
Durante uno scontro nel Grand Canyon con Godzilla, Yetrigar si rivela un degno avversario per il Re dei Mostri, e avrebbe anche potuto ucciderlo se non fosse intervenuto Red Ronin, che all'inizio cercò di impedire alle due creature di nuocersi a vicenda, ma alla fine seppellì Yetrigar sotto una frana. Vergognandosi delle proprie azioni Red Ronin fuggì.
Nel tentativo di vendicarsi di Phanton Rider, Mimo guidò i Vendicatori della Costa Ovest nel Grand Canyon dove Hamilton Slade stava portando avanti il suo progetto archeologico. Nel tentativo di distrarre i propri compagni di squadra mentre cercava Slade, Mimo causò delle esplosioni che liberarono Yetrigar. Gli attacchi dei Vendicatori al mostro si rivelarono inutili, fino a quando Hank Pym non piazzò un congegno nell'orecchio di Yetrigar che, tramite l'uso dello Particelle Pym, lo privarono di coscienza.
Dopo questa sconfitta Yetrigar fu spedito alla Volta. In un prologo dell'evento Atti di Vendetta, Yetrigar è impegnato nel tentativo di fuggire da una cella energetica durante un'evasione di massa. Questa fu impedita da Occhio di Falco e Iron Man che catturarono molti fuggitivi ( Angar L'Urlatore, Cactus, electro, Griffin, Hydro-Man, Klaw, Mister Hyde, Orka, lo Spaventapasseri, Titania, e Turbine).
Dopo la chiusura della Volta, Yetrigar fu spostato altrove, molto probabilmente sull' Isola dei Mostri.